# Замок Доннингтон
Доннингтон (англ. Donnington Castle) — разрушенный средневековый замок, расположенный на территории одноимённого поселения в графстве Беркшир, Великобритания, расположенного к северу от города Ньюбери. Построен в 1386 году по приказу сэра Ричарда Аббенбари, позже выкуплен спикером палаты общин Томасом Чосером. Во время Первой Английской гражданской войны замок, удерживаемый роялистом Джоном Бойсом, находился в 18-месячной осаде. В конце концов гарнизон сдался, а замок, за исключением сторожевой башни, был снесён. В настоящее время руины находятся под охраной Комиссии по историческим зданиям и памятникам Англии.

## История
Поселение Доннингтон находилось во владении семьи Аббенбари с 1292 года. Сам замок, с разрешения короля Ричарда II, был построен по заказу Ричарда Аббенбари в 1386 году. В 1398 году здание было куплено Томасом Чосером в качестве резиденции для своей дочери Алисы, будущей герцогини Саффолк. После заселения герцога и герцогини Саффолк замок подвергся перепланировке.
Позднее из-за конфликта Саффолков с Тюдорами замок стал королевской собственностью. С 1514 по 1516 год в Доннингтоне проживал Чарльз Брэндон, 1-й герцог Саффолк. В 1539 году замок посетил Генрих VIII, а в 1568 году в нём остановилась его вторая дочь, Елизавета.
В 1600 году Елизавета пожаловала замок Чарльзу Говарду, 1-му графу Ноттингему. К началу Гражданской войны в Англии замок перешёл в собственность Джона Пакера, но после битвы при Ньюбери в 1643 году замок был захвачен Джоном Бойсом. В октябре 1644 года Бойс, вместе со своими соратниками, осадил замок. В 1646 году осада была снята, а сам замок в том же году был разрушен.